# Lillipathes lillei
Lillipathes lillei är en korallart som först beskrevs av Totton 1923.  Lillipathes lillei ingår i släktet Lillipathes och familjen Schizopathidae.
Artens utbredningsområde är Södra Ishavet. Inga underarter finns listade i Catalogue of Life.